# Hottentotta niloticus
Espèce
Synonymes
- Buthus minax niloticus Birula, 1928

Hottentotta niloticus est une espèce de scorpions de la famille des Buthidae.

## Distribution
Cette espèce est endémique du Soudan.

## Description
Hottentotta niloticus mesure de 45 à 70 mm.

## Systématique et taxinomie
Cette espèce a été décrite sous le protonyme Buthus minax niloticus par Birula en 1928. Elle suit son espèce dans le genre Buthotus en 1949 puis dans le genre Hottentotta en 1985. Elle est élevée au rang d'espèce par Kovařík en 2003.

## Étymologie
Son nom d'espèce lui a été donné en référence au lieu de sa découverte, le Nil.

## Publication originale
- Birula, 1928 : « Wissenschaftliche Ergebnisse der mit Unterstützung der Akademie der Wissenschaften in Wien aus der Erbschaft Treitl von F. Werner uternommenen Zoologischen Expedition nach dem Anglo-Ägyptischen Sudan (Kordofan) 1914. XXV. Skorpione. » Denkschriften der Akademie der Wissenschaften in Wien, vol. 101, p. 79-88.